# Etnomykologie
Etnomykologie se zabývá studiem úlohy, kterou hrály houby v kulturní historii různých národů. Lze ji považovat za část etnobotaniky. Poprvé se toto slovo objevilo v tisku v roce 1954. Zakladatelem etnomykologie je americký etnomykolog Robert Gordon Wasson se svojí manželkou Valentinou Pavlovnou.